# Gyula Grosics
Gyula Grosics [ˈɟulɒ ˈɡroʃiʧ] (* 4. Februar 1926 in Dorog; † 13. Juni 2014 in Budapest) war ein ungarischer Fußballtorhüter, der insgesamt 86-mal für die Nationalmannschaft Ungarns antrat.

## Karriere
Grosics war der Torhüter der ungarischen Nationalmannschaft, die vier Jahre, von 1950 bis 1954, unbesiegt blieb und heute noch als „Goldene Elf“ verehrt wird. Neben absoluten Ausnahmespielern bestand die Überlegenheit der goldenen Elf auch in einem modernen und flexiblen Spielsystem, in dem Verteidiger Offensiv- und Stürmer Defensivaufgaben übernahmen. Selbst Grosics agierte gelegentlich als „Ausputzer“, also als zusätzlicher Verteidiger.
Auf Vereinsebene spielte Grosics in jener Zeit bei Honvéd Budapest. Bei den Olympischen Sommerspielen 1952 wurde er mit der ungarischen Nationalelf in Helsinki Olympiasieger. Am 25. November 1953 war er in Wembley der Torhüter der ersten nicht-britischen Nationalmannschaft, die England auf englischem Boden bezwang. Dieses Spiel, welches die Ungarn mit 6:3 gewannen, wird in Ungarn auch heute noch als „Jahrhundertspiel“ angesehen.
Der Höhepunkt seiner Laufbahn wurde die Fußball-Weltmeisterschaft 1954 in der Schweiz. Ungarn kam bis ins Finale, wurde da aber sensationell von der Bundesrepublik Deutschland mit 3:2 bezwungen.
Für die ungarischen Spieler begann nach ihrer Rückkehr in die kommunistische Heimat eine Zeit der Einschüchterung und Schikane. Grosics sagte dazu:

„Wenige Kilometer vor Budapest mussten wir gegen Mittag plötzlich aussteigen, wurden in ein Trainingslager gebracht und durften es den ganzen Tag nicht verlassen. Abends kamen die höchsten Politiker – Rakosi, der Generalsekretär der Kommunistischen Partei, auch der Innenminister und der Militärminister sowie Leute der ungarischen Stasi. Rakosi hielt eine Rede, auch der zweite Platz sei ein schönes Ergebnis, und dann sagte er noch: Niemand von euch soll Angst haben, bestraft zu werden für dieses Spiel. Ich habe den Klang seiner Stimme noch im Ohr. Als dieser Satz fiel, wusste ich, dass er genau das Gegenteil bedeutet. Ich wusste, dass etwas Schlimmes passieren würde. Ich war oft mit der Staatssicherheit AVH aneinandergeraten, jetzt hatte ich das Gefühl, in Gefahr zu sein. Ich wusste, sie hatten es auf mich abgesehen. Ich behielt Recht.“

Vier Monate nach dem Spiel wurde Grosics verhaftet und kam wegen angeblicher Spionage vor Gericht. Dabei wurde ihm nicht gesagt, für welches Land er spioniert haben soll.

„Niemand sagte, für welches Land ich spioniert haben sollte, ich erinnere mich, wie einer sagte: Nimm zur Kenntnis, dass andere Leute bei bloßem Verdacht gehängt werden.“

Er wurde unter Hausarrest gestellt und monatelang von den kommunistischen Machthabern drangsaliert. Nach einem Jahr endeten die Verhöre, die dreimal wöchentlich in einem Gefängnis stattgefunden hatten, und er wurde zum Provinzverein Tatabánya verbannt. Sein Vater verlor seinen Arbeitsplatz.

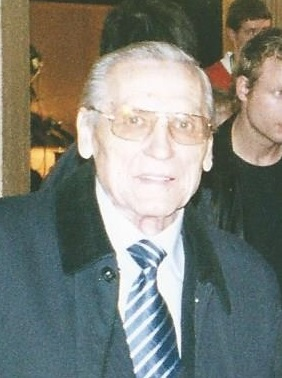
Gyula Grosics (2005)

Trotz der Schikanen und der Betrübtheit nach der Niederlage spielte die ungarische Elf weiter auf hohem Niveau: Zwischen Juli 1954 und Februar 1956 absolvierte sie 19 Spiele und gewann davon 16. Dreimal schafften die Gegner ein Unentschieden. Nach Niederwerfung des ungarischen Volksaufstands 1956 brach das Wunderteam der 1950er Jahre endgültig auseinander. Grosics reiste mit Honved Budapest noch einige Zeit durch Westeuropa, erhielt auch Angebote ausländischer Vereine, so z. B. von Flamengo Rio de Janeiro. Anders als viele der anderen herausragenden Spieler blieb er aber Ungarn treu, um seine Familie, seine Freunde und sein Heimatland nicht zu verlieren. Er wurde wieder Stammtorwart der Nationalmannschaft und nahm noch an der Fußball-Weltmeisterschaft 1958 und der Fußball-Weltmeisterschaft 1962 teil. Beide Turniere verliefen für Ungarn enttäuschend, 1958 scheiterte man in der Vorrunde und 1962 im Viertelfinale. 1962 war Grosics der letzte Verbliebene der 1954er-Mannschaft im ungarischen Kader. Insgesamt bestritt er 13 Weltmeisterspiele.

## Nach der Karriere
Nach seiner aktiven Zeit war Grosics als Trainer tätig. Nach der politischen Wende in Osteuropa engagierte sich Grosics in der Demokratiebewegung. Er starb am 13. Juni 2014 im Alter von 88 Jahren in Budapest, Grosics wurde in der St.-Stephans-Basilika von Budapest beigesetzt.

## Erfolge
- Meister: (4×): 1950, 1952, 1954, 1955 – Budapest Honvéd
- Vize-Weltmeister: 1954
- Europapokal der Fußball-Nationalmannschaften: 1948–1953
- Olympiasieger 1952